# Agathosma sladeniana
Agathosma sladeniana är en vinruteväxtart som beskrevs av James Glover. Agathosma sladeniana ingår i släktet Agathosma och familjen vinruteväxter. Inga underarter finns listade i Catalogue of Life.